# Barylypa postpetiolis
Barylypa postpetiolis är en stekelart som beskrevs av Schmid 1984. Barylypa postpetiolis ingår i släktet Barylypa och familjen brokparasitsteklar. Inga underarter finns listade.